# Brachycybe californica
Brachycybe californica är en mångfotingart som först beskrevs av Karsch 1880.  Brachycybe californica ingår i släktet Brachycybe och familjen Andrognathidae. Inga underarter finns listade i Catalogue of Life.